# Ado Anderkopp

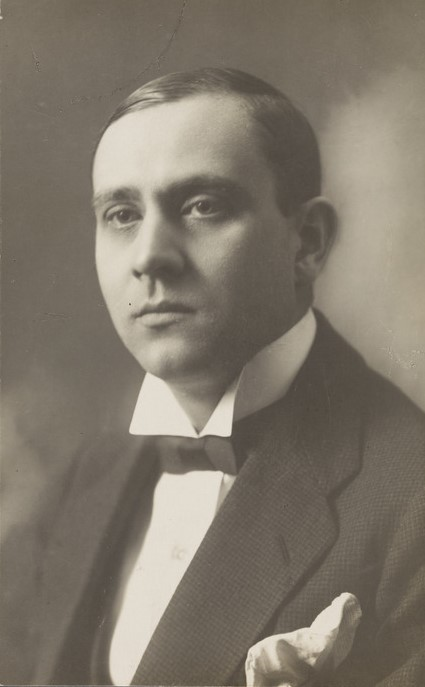
Ado Anderkopp, 1923

Ado Anderkopp (* 6. Januarjul. / 18. Januar 1894greg. in der Landgemeinde Massu; † 30. Juli 1941 in Tallinn) war ein estnischer Politiker und Journalist.

## Frühe Jahre
Ado Anderkopp wurde als Sohn des Landwirts Jaan Anderkopp und seiner Frau Liisu Kukk geboren. Er besuchte zunächst die Stadtschule von Tallinn, anschließend von 1907 bis 1913 das Nikolaus I.-Gymnasium in der estnischen Hauptstadt. Ab 1909 war er als Leichtathlet und Fußballer bekannt.
Anderkopp studierte von 1913 bis 1917 Rechtswissenschaft an der Universität Sankt Petersburg. 1922 legte er sein juristisches Examen als Externer an der Universität Tartu ab.
1916/17 war Anderkopp als Geschäftsmann in Petrograd tätig. 1917 arbeitete er für das russische Innenministerium und das Handels- und Industrieministerium. Dann war er Sekretär des Landkreises Virumaa (Wierland) im Nordosten Estlands.
Mit der staatlichen Unabhängigkeit Estlands von Russland 1918 engagierte sich Anderkopp politisch. Während des Estnischen Freiheitskrieges gegen Sowjetrussland (1918–1920) organisierte Anderkopp die paramilitärischen Verbände im Nordosten Estlands.

## Politiker
In der jungen estnischen Demokratie schloss sich Anderkopp der Estnischen Arbeitspartei (Eesti Tööerakond) an, die von estnischen Intellektuellen aus Sankt Petersburg mitgegründet worden war. Die Partei war zunächst Mitte-links orientiert, wanderte aber Mitte der 1920er Jahre ins eher konservative Lager. Ab Januar 1932 benannte sie sich nach mehreren Parteizusammenschlüssen in Nationale Zentrumspartei (Rahvuslik Keskeradkond) um. Von 1921 bis 1929 war Anderkopp, während der gesamten Zwischenkriegszeit eine der Führungspersönlichkeiten der Partei, verantwortlicher Redakteur der parteinahen Tageszeitung Vaba Maa.
Im April 1919 wurde er in die verfassungsgebende Versammlung der Republik Estland (Asutav Kogu) gewählt. Er gehörte dem demokratisch gewählten estnischen Parlament (Riigikogu) in allen fünf Legislaturperioden an. Von 1923 bis 1929 war er Vorsitzender des Zentralkomitees der Estnischen Arbeitspartei und Fraktionsvorsitzender.
Insgesamt gehörte Anderkopp fünf estnischen Kabinetten als Minister an:
| Kabinett     | Ressort                     | Amtszeit                          | Partei |
| ------------ | --------------------------- | --------------------------------- | ------ |
| Päts II      | Kriegsminister              | 2. August 1923 – 19. Februar 1924 | ETE    |
| Strandman II | Gerichts- und Innenminister | 12. April 1930 – 12. Februar 1931 | ETE    |
| Teemant IV   | Innenminister               | 19. Februar 1932 – 19. Juli 1932  | RKE    |
| Einbund I    | Gerichts- und Innenminister | 19. Juli 1932 – 1. November 1932  | RKE    |
| Päts VI      | Gerichts- und Innenminister | 1. November 1932 – 18. Mai 1933   | RKE    |

Von 1921 bis 1925 gehörte er zur estnischen Delegation der Völkerbundversammlung. Anderkopp war Mitbegründer der estnischen Völkerbundsgesellschaften.

## Sportfunktionär
Daneben war Anderkopp einer der führenden Sportfunktionäre im Estland der Zwischenkriegszeit. Ab 1920 war er Vorsitzender des Estnischen Sportbunds (Eesti Spordi Liit). Er gehörte zu den Gründern des Estnischen Olympiakomitees (Eesti Olümpiakomitee). Anderkopp vertrat die estnische Mannschaft bei den Olympischen Spielen 1920 und 1936.
1920/21, 1923 und von 1934 bis 1940 war Anderkopp Vorsitzender des Tallinner Sportvereins Kalev. Von 1930 bis 1939 amtierte er als Präsident des Estnischen Fußballverbands (Eesti Jalgpalli Liit).

## Staatsstreich 1934
Im März 1934 riss der geschäftsführende estnische Staats- und Regierungschef Konstantin Päts mit Hilfe des Militärs in einem unblutigen Putsch die Macht an sich und installierte ein autoritäres Regime. Die Parteien wurden mit einem Betätigungsverbot belegt, das demokratisch gewählte Parlament trat nicht mehr zusammen.
Anderkopp arrangierte sich mit der neuen Herrschaft. Er wurde im Dezember 1936 in die verfassungsgebende Versammlung (Rahvuskogu) gewählt, die ein neues, ganz auf Päts zugeschnittenes Grundgesetz ausarbeitete. Anschließend gehörte er ab Februar 1938 der ersten Kammer des Parlaments (Riigivolikogu) an.

## Tod
Mit der sowjetischen Besetzung Estlands wurde Anderkopp am 22. Juli 1940 verhaftet. Am 28. Juli 1941 wurde er zum Tode verurteilt und zwei Tage später in Tallinn hingerichtet.